# Palau Episcopal de Màlaga
L'edifici del Palau Episcopal s'alça a la Plaça del Obispo molt a prop de la Catedral de Màlaga, i es construí en temps del bisbe José Franquis Lasso de Castilla, a partir de l'any 1762.
El disseny es deu a l'arquitecte Antonio Ramos, qui a la mort de José de Bada en 1756 continua amb les obres que aquest realitzava per a la catedral.

## Descripció

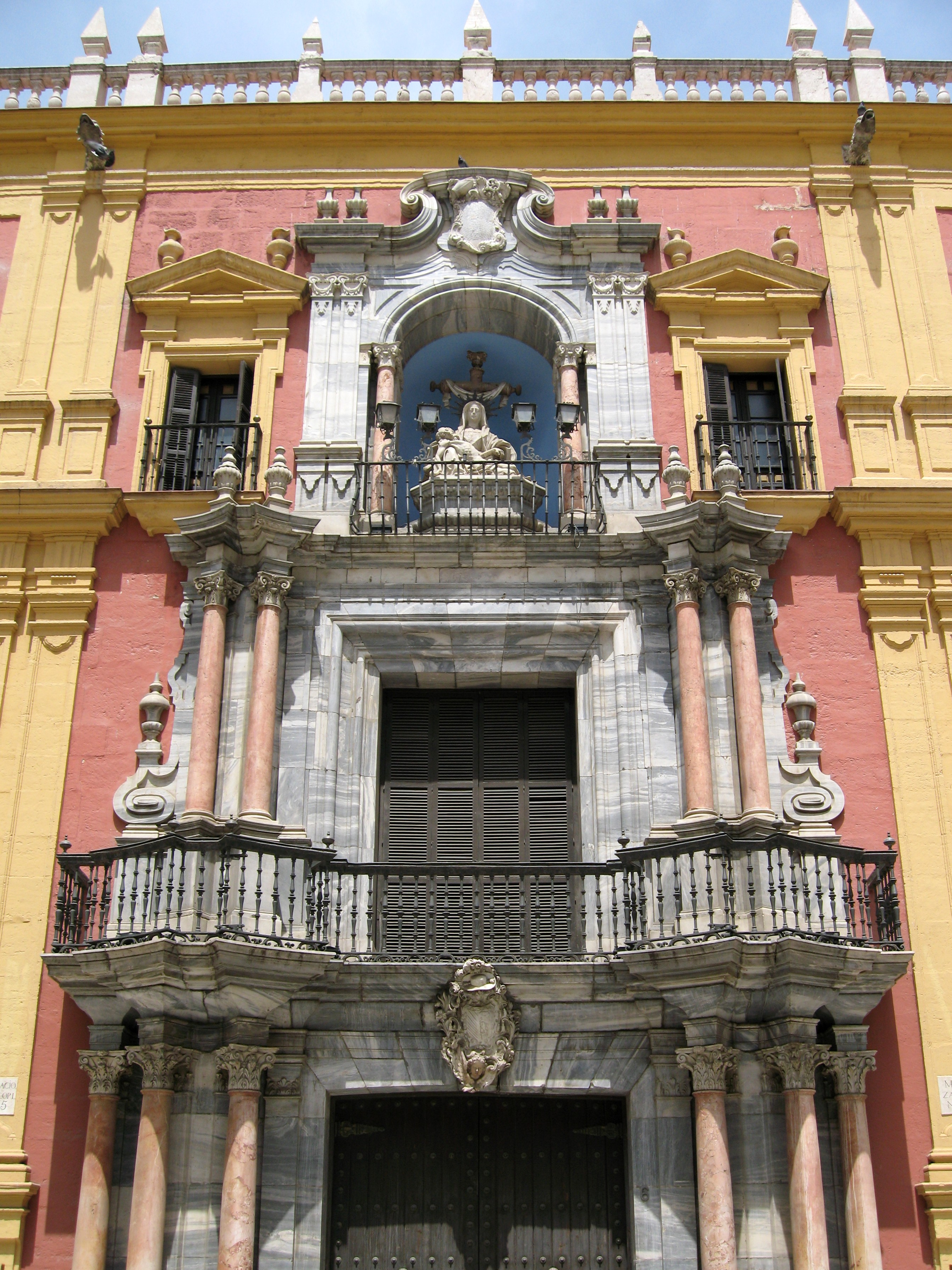
Detall de la portada del Palau.

Aquest palau és l'obra més important de l'autor i un dels millors exemples de l'arquitectura civil malaguenya. Ramos distribueix els espais al voltant de dos patis successius, agrupant al voltant del primer d'ells la zona pública del conjunt, mentre que en el segon, que està també organitzat en dues plantes, es distribueixen les dependències privades que es destinen al prelat. A un costat hi ha una escala de tipus imperial de doble tir que comunica amb la zona alta del palau.
Molt important por la seva alta qualitat compositiva és el disseny de la seva façana principal, de tres plantes d'altura, que se articula a través de parelles de pilastres simples de baix ressalt entre les quals hi ha grans buits amb balcons a les plantes superiors i finestrals a la inferior. D'un barroc classicista on destaquen els frontons rectes i corbs dels buits superiors, sobresurt en aquesta façana la seva magnífica portada-retaule que se li superposa en el centre, en tres cossos d'altura, combinant marbres en colors gris per al fons i rosa en les columnes, el nombre de les quals decreix progressivament en cada planta superior.
En ella destaca el gran balcó sobre la porta d'accés, els elegants extrems amb què es coronen pilastres i columnes, i l'escut que es mostra sobre la porta. Així mateix s'ha de destacar a l'últim cos d'aquesta portada la profunda fornícula emmarcada entre pilastres que conté al seu interior una imatge de la Mare de Déu de les "Angustias", obra de Fernando Ortiz.
A la mort d'Antonio Ramos el 1782, les obres d'aquest palau les continuà el seu successor José Martín de Aldehuela, per ventura l'autor de la balustrada de pedra amb la qual s'acaba superiorment l'edifici, afegit en un moment posterior.
Actualment part de l'edifici ha estat adaptat per a acollir la seu del Museu Diocesà de l'Art Sacre de la ciutat de Màlaga. Bé d'Interès Cultural, aquest Palau Episcopal està catalogat com a monument, segons declaració publicada en el BOJA de l'any 1991.

## Curiositats
El Palau Episcopal, la Plaça del Obispo i la Catedral de Màlaga apareixen a la pel·lícula El puente de San Luis Rey (2004) com a escenari d'una ciutat del Perú colonial del segle xviii.